# Нью Лон
«Нью Лон» (англ. The New Lawn) — футбольный стадион в Нейлсворте, Англия. Был открыт в 2006 году. Является домашним стадионом клуба «Форест Грин Роверс».

## История
В конце 50-х модернизирован, включая замену трибун и выравнивание поля.
В 1996 году построена трибуна, включающая 300 сидячих мест, остальные около 80 % мест оставались стоячими. Трибуна получила имя директора клуба Тревура Хорсли.
В 2001 и 2002 годах построена самая большая, крытая трибуна Barnfield от компании Rockwool.
В 2006 году «Форест Грин Роверс» переехал в новый «Нью Лон» в 400 метрах от прежнего (носящего название The Lawn Ground), при этом трибуна Barnfield перенесена по кирпичику на новое место.
В апреле 2009 года стадион принимал финал Кубок Конференции, который транслировался в прямом эфире на Setanta Sports.
С 2011 года новый владелец клуба Дейл Винс внедряет инновационные экологические технологии, оправдывая слово «зеленый» в его названии: готовит землю для газона на натуральной органике (коровий навоз), оборудует стадион солнечными батареями, переводит меню на вегетарианские блюда.
Стадион имеет развлекательный клуб, тренажерный зал, сауну, конференц-зал, а также бар и другие удобства; используется ежедневно для различных событий. Хотя стадион может вместить 5147 болельщиков, обычная посещаемость составляет от 700—1200 человек в матчах лиги и около 500—1000 человек в кубках. Рекорд посещаемости был 4836 в Кубке Англии в матче с «Дерби Каунти» (2009). Рекорд посещаемости матча лиги — 3781 в матче с «Бристоль Роверс» 25 августа 2014 года.